# HD 181433 c
HD 181433 c는 공작자리 방향으로 지구로부터 약 87 광년 떨어진 곳에 있는 항성 HD 181433 주위를 도는, 외계 행성이다. 질량은 적어도 목성의 0.64배이며 항성을 962일에 한 바퀴 돈다. 항성으로부터의 거리는 1.76 천문단위 또는 2억 6,300만 킬로미터이다. 다만 거리는 평균값으로 이 행성의 궤도이심률을 고려하면, 근일점에서의 거리는 1.27, 원일점에서는 2.25 천문단위까지 물러난다. 보치 연구진은 HD 181433 항성계를 자세히 소개한 논문을 Astronomy and Astrophysics에 제출했다.

## 같이 보기
- HD 181433 b
- HD 181433 d